# Башкирская государственная филармония имени Хусаина Ахметова
Башкирская государственная филармония им. Х. Ахметова (баш. Х.Әхмәтов исемендәге Башҡорт дәүләт филармонияһы) — филармония в Уфе, Республика Башкортостан. Названа в честь композитора Хусаина Файзулловича Ахметова.

## История филармонии
Филармония была открыта Постановлением Совета народных комиссаров Башкирской АССР от 20 января 1939 года. Официальной целью создания филармонии было названо формирование и удовлетворение потребности населения БАССР в сценическом, музыкальном, хореографическом искусстве. Филармония была призвана вести пропаганду русской и европейской музыкальной и литературной классики, стимулировать развитие музыки народов БАССР, народного творчества и произведений современных композиторов и писателей.
Становление Башгосфилармонии в 1930—1940-е гг. было тесно связано с такими именами, как Диана Нурмухаметова, Хабир Галимов, Бану Валеева, Габдрахман Хабибуллин. Во время расцвета филармонии в ней исполняли песни такие звёзды эстрады как Фарида Кудашева, Магфира Галеева, Бахти Гайсин, Ильфак Смаков, Сулейман Абдуллин, Рамазан Янбеков. В филармонии развивалось творчество различных ансамблей — Башкирского государственного ансамбля народного танца (художественный руководитель — Файзи Гаскаров), музыкально-литературного лектория, хора и ансамбля кураистов, двух оркестров, оперетты и эстрадно-цирковой бригады.
В 1948 году открылся Концертный зал (ныне Малый зал), в котором в 1986 году был установлен орган немецкой фирмы «Sauer».
В 1970 году филармония обогатилась новым творческим коллективом — Государственной Хоровой капеллой (художественный руководитель — Тагир Сайфуллин). Впоследствии эта капелла стала называться Академической. В филармонии выступали такие известные исполнители, как Святослав Рихтер, Даниил Шафран, Андрей Корсаков, квартет имени Бородина, Олег Янченко, Наум Латинский, Татьяна Гринденко.
В 1984 году состоялось открытие Большого зала Башкирской государственной филармонии.
В 1980-е годы в филармонии наступила пора джаза, развиваемого творческим джазовым коллективом «Дустар», возглавляемым саксофонистом Маратом Юлдыбаевым. В дальнейшем уфимский джаз развивался усилиями Олега Киреева. В 1998 году в филармонии был создан эстрадно-джазовый оркестр Башкирской Государственной филармонии во главе с Георгием Маркоровым, которого на его посту впоследствии сменил Олег Касимов.

## Современность
На эстраде филармонии дают концерты такие певцы как Флюра Кильдиярова, Идрис Газиев, Назифа Кадырова, Вахит Хызыров, Фадис Ганиев, Римма Амангильдина, Лилия Ишемьярова, Жалалетдинов, Вакиль Ахарович c аккомпаниатором Кудашевым Рустемом Радиковичем, кураист Азат Аиткулов, органист Владислав Муртазин, чтец Фатихова, Лилия Гарифулловна. Башкирская музыкальная культура в оригинальной интерпретации пропагандируется эстрадными группами «Ядкар», «Каравансарай», «Далан», «Ихлас». Успешно выступает юмористический коллектив «Кызык-Мэзэк». В филармонии выступает также молодёжный Национальный оркестр народных инструментов (художественный руководитель — народный артист РБ Рамил Гайзуллин). С чтением поэм выступает Яхина, Аниса Алтынтимеровна.
В Большом зале Башкирской государственной филармонии проводятся различные музыкальные события — Международный фестиваль камерной и симфонической музыки, Международный джазовый фестиваль «Розовая пантера». На цене Большом зала регулярно дают концерты Национальный филармонический оркестр России и Государственный камерный оркестр «Виртуозы Москвы», Государственный симфонический оркестр «Новая Россия», камерный оркестр «Солисты Москвы», солисты Дмитрий Хворостовский, Денис Мацуев, Граф Муржа.

## Здание филармонии
Здание Башкирской государственной филармонии, представляющее собой гармоничный архитектурный комплекс, относится к архитектурным достопримечательностям Уфы. В здании имеются два концертных зала: Малый (Органный) на 300 мест (архитектор Александр Фаворский) и Большой зал на 633 места.
Первоначально на месте здания филармонии на улице Гоголя, 58 (бывшая улица Ханыковская, 54) в Уфе находилась деревянная синагога, которая была построена в конце XIX века. К середине второго десятилетия XX века на улице Гоголя, где селились многие еврейские семьи, возник целый внутриквартальный комплекс, состоявший из здания бывшей деревянной синагоги, перенесенной в глубь двора и переоборудованной под богадельню, здания еврейской школы и двухэтажной каменной синагоги, ведь в начале XX века было решено построить на месте деревянной синагоги — каменную. К 1915 году средства для строительства были собраны и построено современное здание. Проектированием и строительством здания занимался переехавший в Уфу из Астрахани архитектор Буждан. В его архитектуре совмещались элементы неоклассицизма, модерна и неорусского стилей. Синагогу закрыли в 1930 году, здание было передано НКВД, перестроено и значительно расширено, в нем разместили клуб имени М. С. Погребинского, бывшего одним из руководителей уфимского НКВД.
В 1939 году перестроенное здание синагоги занял Русский драматический театр.
Малый зал к зданию был пристроен после войны. В строительстве участвовали немцы-военнопленные. После переезда театра в новое здание на площади Ленина здесь разместилась и остается по нынешний день Башкирская государственная филармония.

## Коллективы филармонии
- Национальный оркестр народных инструментов Республики Башкортостан. Создан в марте 2001 года. Основатель и художественный руководитель оркестра — Рамил Гайзуллин, народный артист РБ, лауреат всероссийских и международных конкурсов, заслуженный артист России
- Фольклорно-эстрадная группа «КАРАВАНСАРАЙ»
- Музыкально-литературный лекторий (открытие лектория по вопросам литературы и искусства зимой 1941 года было знаменательным событием в культурной и политической жизни БАССР)
- Фольклорно-эстрадная группа «ДАЛАН». Создана В 2000 г. по инициативе заслуженного артиста РБ Артура Туктагулова, народного артиста РБ
- Эстрадно-джазовый оркестр. Создан в 1998 году по инициативе джазмена Олега Киреева и певца Рината Баимова при поддержке Министерства культуры Республики Башкортостан
- Государственная Академическая хоровая капелла Республики Башкортостан
- Эстрадно-юмористическая группа «Кызык и Мэзэк»

Директор филармонии — Айдар Хизбуллович Зубайдуллин (с апреля 2015 года).